# Бураев, Ацамаз Бузиевич
Ацама́з Бузи́евич Бура́ев (род. 5 февраля 1990, Орджоникидзе) — российский футболист, нападающий, и тренер. В настоящее время входит в тренерский штаб воронежского «Факела».

## Карьера

### Клубная
Профессиональную карьеру игрока начал в 2008 году в составе клуба второго дивизиона «Автодор» (Владикавказ). Затем перешёл «Спартак» из Нальчика, за который провёл 21 матч в молодёжном первенстве страны, забил 4 гола В 2010 году вернулся в «Автодор». По ходу сезона перебрался во владикавказскую «Аланию». В основном составе дебютировал 20 ноября в матче 29-го тура против грозненского «Терека» - вышел на замену на 63-й минуте вместо Эльдара Низамутдинова и поучаствовал в двух голевых атаках, которые обеспечили победу «Алании» со счётом 2:1. Команда вылетела из высшего дивизиона, но дошла до финала кубка страны, что позволило ему выступать в лиге Европы. В данном турнире Бураев дважды появлялся на поле, забил один гол. Это произошло 28 июля 2011 года в первом матче третьего отборочного раунда против казахского «Актобе». В сезоне 2011/12 30 раз появлялся на поле, трижды забивал голы. Вместе с командой стал серебряным призёром первенства и добился права выступать в премьер-лиге, но по окончании сезона пополнил ряды фарм-клуба  «Алания-Д».
В марте 2013 года стал игроком клуба «Машук-КМВ». Провёл 14 встреч, в которых четырежды забивал голы.
В феврале 2014 перешёл в «Луч-Энергию» (Владивосток). Перед началом сезона 2014/15 вернулся на родину, заключив однолетний контракт с «Аланией».
Летом 2015 года перешёл в «Гандзасар» из высшей лиги Армении. В начале 2016 года перешёл в ереванский «Бананц».

### В сборной
Выступал за национальную команду на юниорском уровне.

## Достижения
Алания
- Серебряный призёр первенства ФНЛ: 2011/12
- Финалист Кубка России: 2010/11

Луч-Энергия
- Обладатель Кубка ФНЛ: 2014

Алашкерт
- Чемпион Армении (1): 2016/17

## Статистика выступлений
| Команда                   | Сезон            | Чемпионат        | Чемпионат | Чемпионат | Кубок | Кубок | Еврокубки | Еврокубки | Итого | Итого |
| Команда                   | Сезон            | Уров.            | Игры      | Голы      | Игры  | Голы  | Игры      | Голы      | Игры  | Голы  |
| ------------------------- | ---------------- | ---------------- | --------- | --------- | ----- | ----- | --------- | --------- | ----- | ----- |
| Автодор (Владикавказ)     | 2008             | III              | 27        | 1         | 2     | 0     | 0         | 0         | 29    | 1     |
| Спартак-Нальчик           | 2009             | I                | 0         | 0         | 0     | 0     | 0         | 0         | 0     | 0     |
| Автодор (Владикавказ)     | 2010             | III              | 16        | 8         | 2     | 1     | 0         | 0         | 18    | 9     |
| Алания (Владикавказ)      | 2010             | I                | 1         | 0         | 2     | 0     | 0         | 0         | 3     | 0     |
| Алания (Владикавказ)      | 2011/12          | II               | 30        | 3         | 1     | 0     | 2         | 1         | 33    | 4     |
| Алания (Владикавказ)      | Итого            | Итого            | 31        | 3         | 3     | 0     | 2         | 1         | 36    | 4     |
| Алания-Д (Владикавказ)    | 2012/13          | III              | 13        | 4         | 0     | 0     | 0         | 0         | 13    | 4     |
| Машук-КМВ (Пятигорск)     | 2012/13          | III              | 11        | 4         | 1     | 0     | 0         | 0         | 12    | 4     |
| Машук-КМВ (Пятигорск)     | 2013/14          | III              | 3         | 0         | 0     | 0     | 0         | 0         | 3     | 0     |
| Машук-КМВ (Пятигорск)     | Итого            | Итого            | 14        | 4         | 1     | 0     | 0         | 0         | 15    | 4     |
| Луч-Энергия (Владивосток) | 2013/14          | II               | 9         | 0         | 1     | 0     | 0         | 0         | 10    | 0     |
| Алания (Владикавказ)      | 2014/15          | III              | 28        | 12        | 0     | 0     | 0         | 0         | 16    | 5     |
| Всего за карьеру          | Всего за карьеру | Всего за карьеру | 138       | 32        | 9     | 1     | 2         | 1         | 137   | 27    |

(откорректировано по состоянию на 6 июня 2015 года)
Статистика выступлений взята со спортивного медиа-портала Sportbox.ru Архивная копия от 25 апреля 2014 на Wayback Machine